# Észak-Korea városai
Észak-Korea városai (hangul: 조선민주주의인민공화국의 도시, Csoszon Mindzsudzsui Inmin Konghvaguki tosi, handzsa: 朝鮮民主主義人民共和國의 都市, RR: Chosŏn Minjujuŭi Inmin Konghwaguk-ŭi tosi) a Koreai Népi Köztársaság helyhatósági szintű közigazgatási egységei.

## Lista

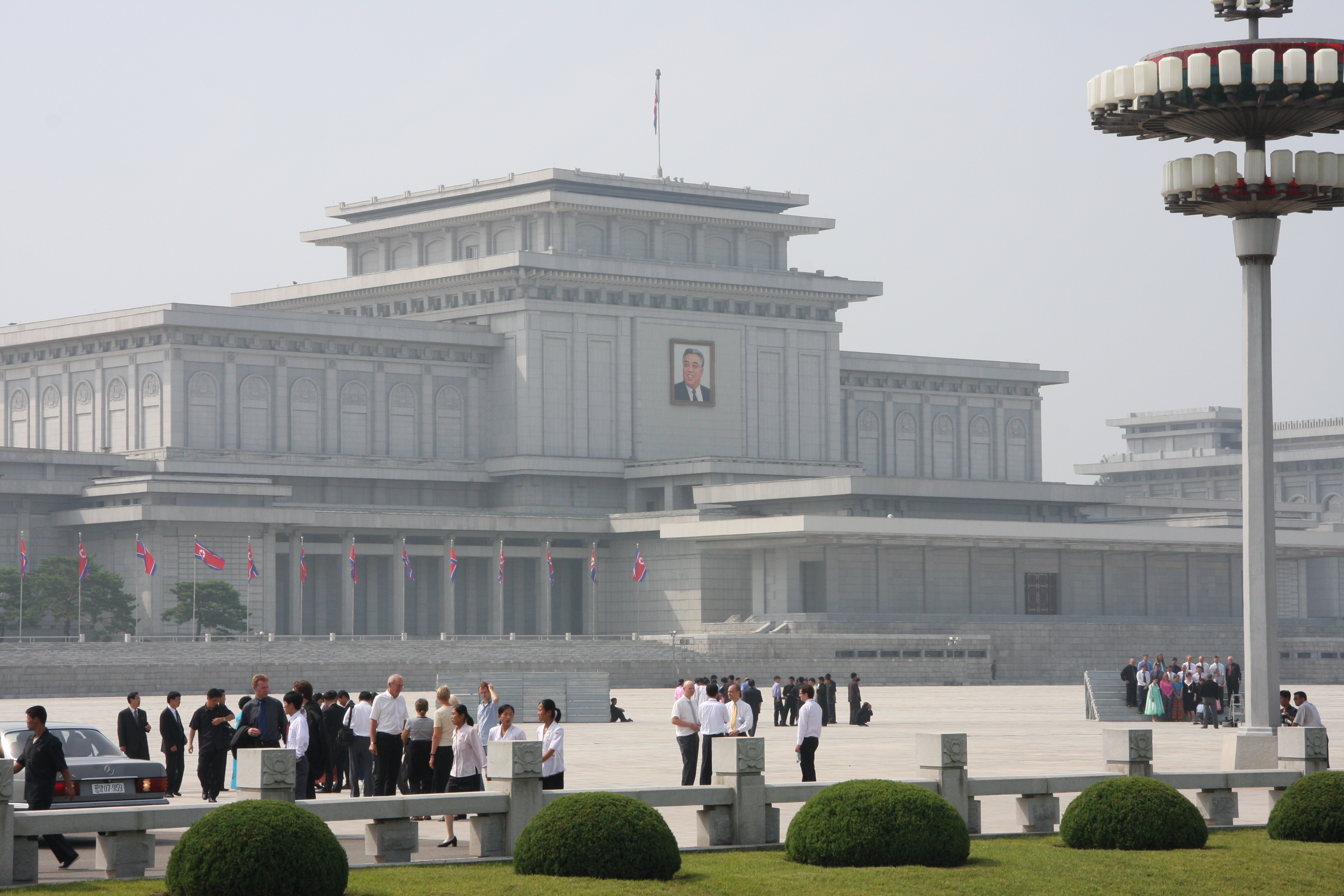
Phenjan

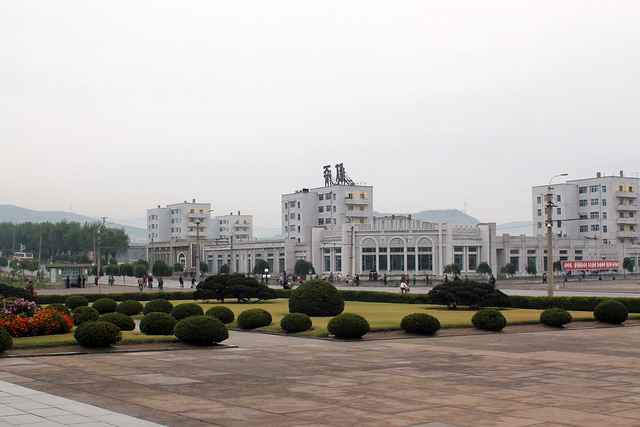
Cshongdzsin

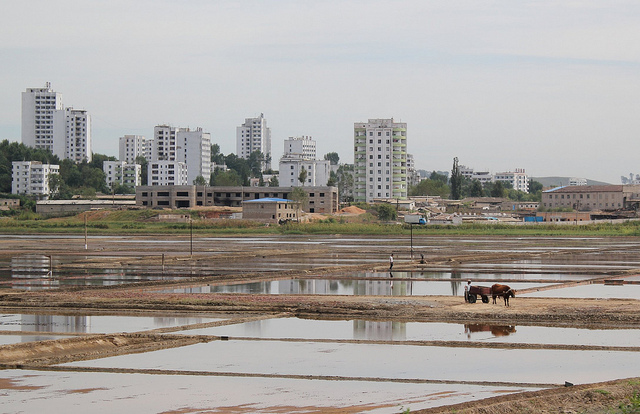
Nampho

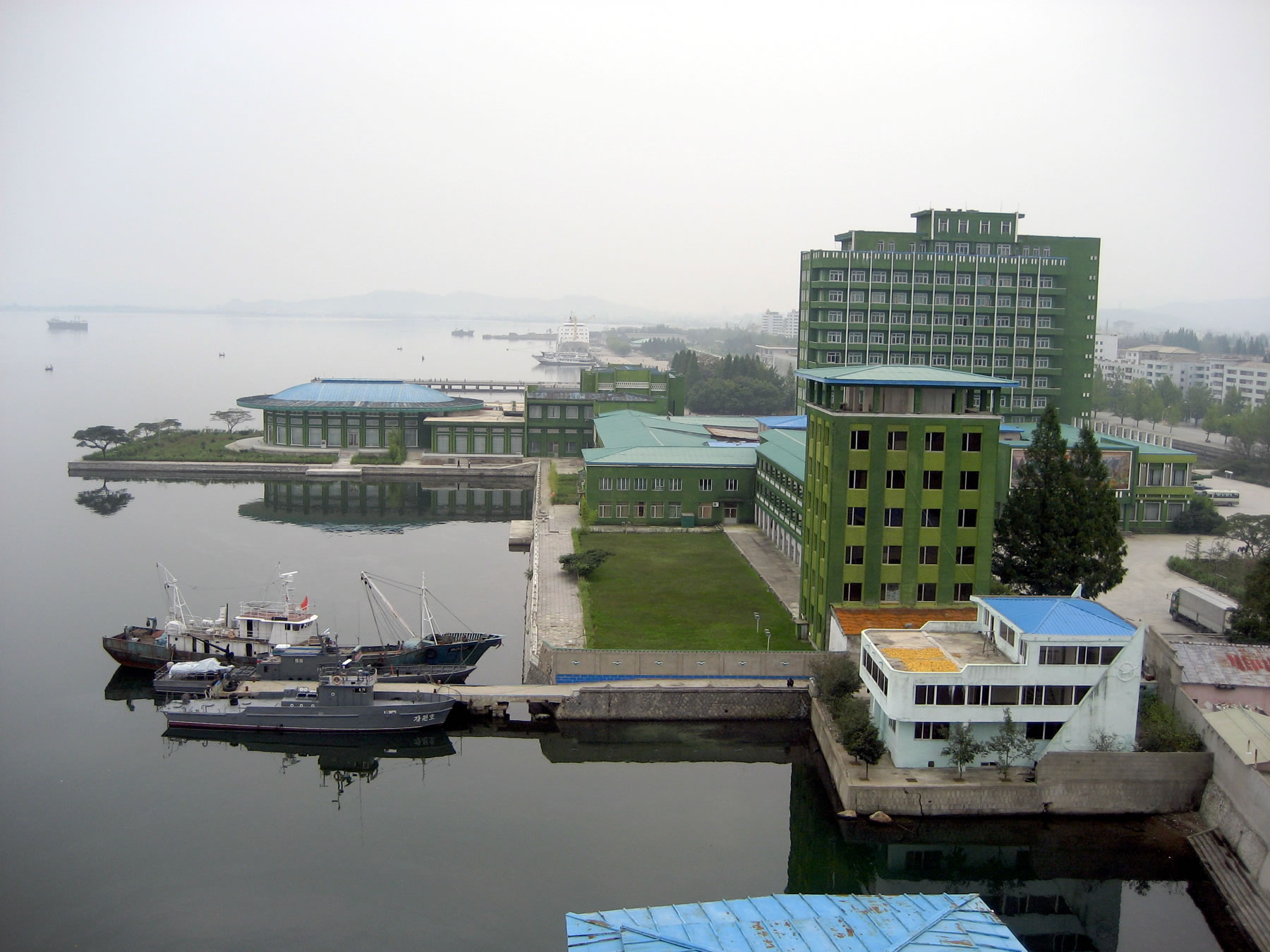
Vonszan

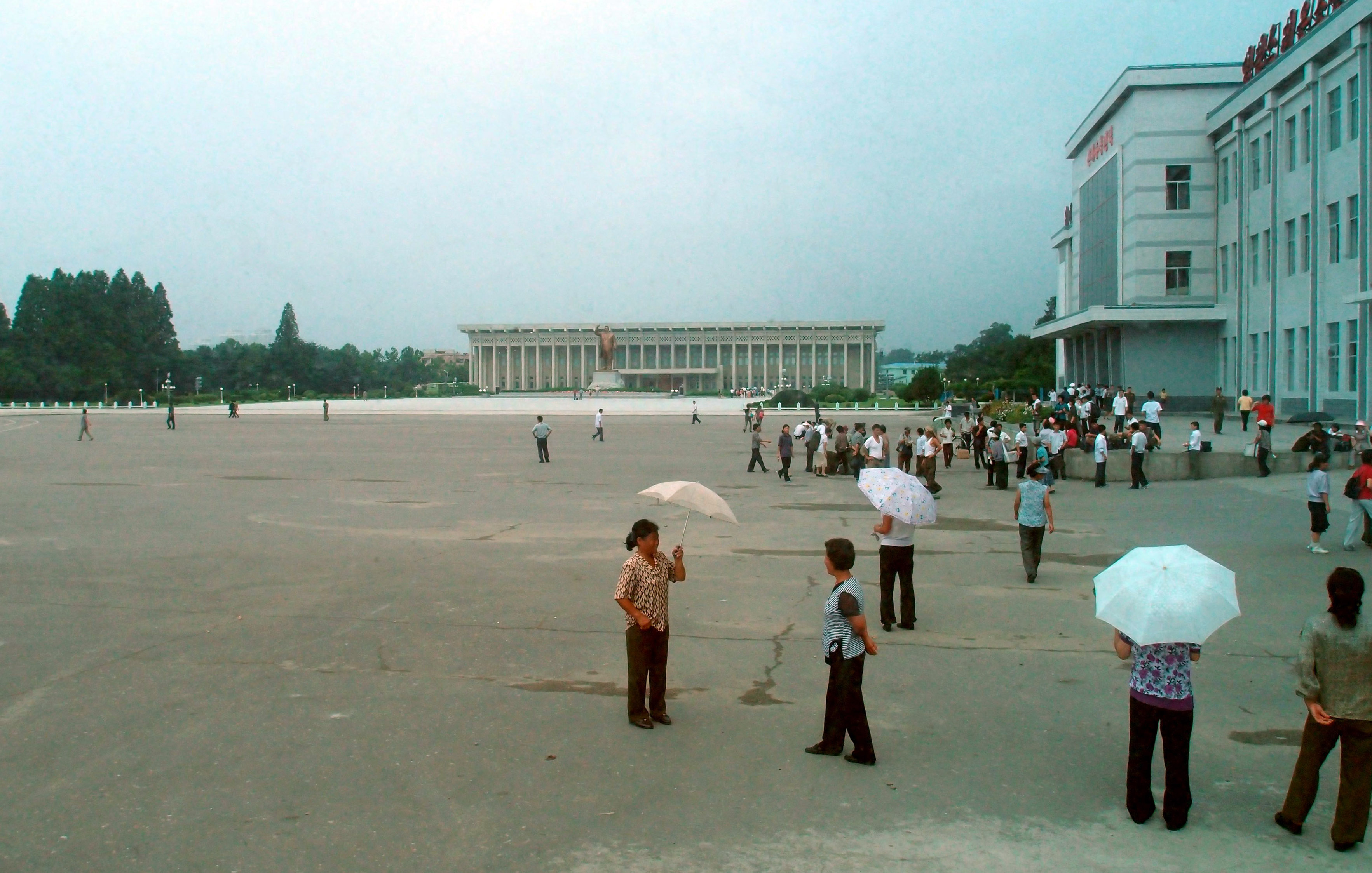
Sinidzsu

| Név             | Hangul | Handzsa | Tartomány                    | Népesség (2008) |
| --------------- | ------ | ------- | ---------------------------- | --------------- |
| Andzsu          | 안주   | 安州    | Dél-Phjongan                 | 240 117         |
| Cshongdzsin     | 청진   | 清津    | Észak-Hamgjong               | 667 929         |
| Csongdzsu       | 정주   | 定州    | Észak-Phjongan               | 189 742         |
| Hedzsu          | 해주   | 海州    | Dél-Hvanghe                  | 273 300         |
| Hamhung         | 함흥   | 咸興    | Dél-Hamgjong                 | 768 551         |
| Hicshon         | 희천   | 熙川    | Csagang                      | 168 180         |
| Hjeszan         | 혜산   | 惠山    | Rjanggang                    | 192 680         |
| Hörjong         | 회령   | 會寧    | Észak-Hamgjong               | 153 532         |
| Kanggje         | 강계   | 江界    | Csagang                      | 251 971         |
| Kecshon         | 개천   | 价川    | Dél-Phjongan                 | 319 554         |
| Keszong         | 개성   | 開城    | különleges igazgatású város  | 308 440         |
| Kim Cshek-város | 김책   | 金策    | Észak-Hamgjong               | 207 299         |
| Kuszong         | 구성   | 龜城    | Észak-Phjongan               | 196 515         |
| Manpho          | 만포   | 滿浦    | Csagang                      | 116 760         |
| Muncshon        | 문천   | 文川    | Kangvon                      | 122 934         |
| Nampho          | 남포   | 南浦    | különleges igazgatású város  | 366 341         |
| Phenjan         | 평양   | 平壤    | közvetlenül irányított város | 3 255 288       |
| Phjongszong     | 평성   | 平城    | Dél-Phjongan                 | 284 386         |
| Raszon          | 라선   | 羅先    | különleges igazgatású város  | 196 954         |
| Sinidzsu        | 신의주 | 新義州  | Észak-Phjongan               | 359 341         |
| Sinpho          | 신포   | 新浦    | Dél-Hamgjong                 | 152 759         |
| Szamdzsijon     | 삼지연 | 三池淵  | Rjanggang                    | 31 471          |
| Szarivon        | 사리원 | 沙里院  | Észak-Hvanghe                | 307 764         |
| Szongnim        | 송림   | 松林    | Észak-Hvanghe                | 128 831         |
| Szuncshon       | 순천   | 順川    | Dél-Phjongan                 | 297 317         |
| Tancshon        | 단천   | 端川    | Dél-Hamgjong                 | 345 876         |
| Tokcshon        | 덕천   | 德川    | Dél-Phjongan                 | 237 133         |
| Vonszan         | 원산   | 元山    | Kangvon                      | 363 127         |

## Fordítás
Ez a szócikk részben vagy egészben  a   List of Cities in North Korea című angol Wikipédia-szócikk fordításán alapul.  Az eredeti cikk szerkesztőit annak laptörténete sorolja fel. Ez a jelzés csupán a megfogalmazás eredetét és a szerzői jogokat jelzi, nem szolgál a cikkben szereplő információk forrásmegjelöléseként.